# ماریا سیلوا
ماریا سیلوا (اسپانیایی: María Silva‎؛ ۱۶ اوت ۱۹۴۱ – ۱۷ مارس ۲۰۲۳) بازیگر اهل اسپانیا بود.
از فیلم‌ها یا برنامه‌های تلویزیونی که وی در آن نقش داشته‌است، می‌توان به انتقام زورو، آوای بلوز مرگ، آخرین روزهای پمپئی، فریادهایی در تاریکی و نامزدشده اشاره کرد.